# Wenus z lustrem (obraz Tycjana)
Wenus z lustrem, też Wenus przy toalecie (wł. Venere allo specchio) – obraz namalowany w 1555 przez włoskiego malarza renesansowego, Tycjana. Dzieło obecnie znajduje się w zbiorach muzeum National Gallery of Art w Waszyngtonie.
Obraz, którego temat został zaczerpnięty z mitologii, był pierwowzorem dla późniejszych płócien przedstawiających Wenus. Modelką wcielająca się w boginię była prawdopodobnie córka Tycjana, Lawinia. Malarz ukazał kobietę z największym mistrzostwem malarskim, odkrywając przed widzem jej pełne nie ukryte wdzięki w otoczeniu klejnotów i złota oraz bogato haftowanym futrem.
W 1622 roku Antoon van Dyck sporządził szkic według tego płótna, który obecnie znajduje się w British Museum w Londynie. Obraz zanim trafił do waszyngtońskiej galerii znajdował się w Muzeum w Petersburgu.